# Latia lateralis
Latia lateralis е вид коремоного от семейство Latiidae.

## Разпространение
Видът е разпространен в Нова Зеландия (Северен остров).